# Ибирапуйтан
Ибирапуйтан (порт. Ibirapuitã)  —  муниципалитет в Бразилии, входит в штат Риу-Гранди-ду-Сул. Составная часть мезорегиона Северо-запад штата Риу-Гранди-ду-Сул. Входит в экономико-статистический  микрорегион Соледади. Население составляет 3723 человек на 2022 год. Занимает площадь 307,164 км². Плотность населения — 12,12 чел./км².

## Статистика
- Валовой внутренний продукт на 2003 составляет 39.250.817,00 реалов (данные: Бразильский институт географии и статистики).
- Валовой внутренний продукт на душу населения на 2003 составляет 9.742,07 реалов (данные: Бразильский институт географии и статистики).
- Индекс развития человеческого потенциала на 2000 составляет 0,712 (данные: Программа развития ООН).